# U-123 (tàu ngầm Đức) (1940)
U-123 là một tàu ngầm tuần dương  Lớp Type IX thuộc phân lớp Type IXB được Hải quân Đức Quốc Xã chế tạo trước Chiến tranh Thế giới thứ hai. Nhập biên chế năm 1940, nó đã thực hiện tổng cộng mười hai chuyến tuần tra, đánh chìm tổng cộng 43 tàu buôn với tổng tải trọng 220.158 GRT và hai tàu chiến với tổng tải trọng 3.892 tấn, đồng thời gây hư hại cho năm tàu buôn tải trọng 39.584 GRT và một tàu chiến tải trọng 13.984 GRT. U-123 được xếp thứ ba trong số những tàu ngầm U-boat thành công nhất trong Thế Chiến II. Chiếc tàu ngầm bị đánh đắm tại cảng Lorient vào ngày 19 tháng 8, 1944 để tránh bị lọt vào tay lực lượng Đồng Minh, nhưng được trục vớt và sửa chữa trước khi tiếp tục phục vụ cùng Hải quân Pháp như chiếc Blaison (Q165) từ năm 1945 đến khi năm 1959.

## Thiết kế và chế tạo

### Thiết kế
Thiết kế của tàu ngầm Type IXB là phiên bản nâng cấp nhỏ từ Type IXA, tăng thêm trữ lượng nhiên liệu để kéo dài tầm xa hoạt động. Chúng có trọng lượng choán nước 1.051 t (1.034 tấn Anh) khi nổi và 1.178 t (1.159 tấn Anh) khi lặn. Con tàu có chiều dài chung 76,50 m (251 ft 0 in), lớp vỏ trong chịu áp lực dài 58,75 m (192 ft 9 in), mạn tàu rộng 6,51 m (21 ft 4 in), chiều cao 9,60 m (31 ft 6 in) và mớn nước 4,70 m (15 ft 5 in).
Chúng trang bị hai động cơ diesel MAN M 9 V 40/46 siêu tăng áp 9-xy lanh 4 thì, tổng công suất 4.400 PS (3.200 kW; 4.300 bhp), dẫn động hai trục chân vịt đường kính 1,92 m (6,3 ft), cho phép đạt tốc độ tối đa 18,2 kn (33,7 km/h), và tầm hoạt động tối đa 12.000 nmi (22.000 km) khi đi tốc độ đường trường 10 kn (19 km/h). Khi đi ngầm dưới nước, chúng sử dụng hai động cơ/máy phát điện Siemens-Schuckert 2 GU 345/34 tổng công suất 1.000 PS (740 kW; 990 shp). Tốc độ tối đa khi lặn là 7,3 kn (13,5 km/h), và tầm hoạt động 64 nmi (119 km) ở tốc độ 4 kn (7,4 km/h). Con tàu có khả năng lặn sâu đến 230 m (750 ft).
Vũ khí trang bị có sáu ống phóng ngư lôi 53,3 cm (21 in), bao gồm bốn ống trước mũi và hai ống phía đuôi, và mang theo tổng cộng 22 quả ngư lôi 53,3 cm (21 in). Tàu ngầm Type IX trang bị một hải pháo 10,5 cm (4,1 in) SK C/32 với 110 quả đạn, một pháo phòng không 3,7 cm (1,5 in) SK C/30 và hai pháo phòng không 2 cm (0,79 in) C/30. Thủy thủ đoàn bao gồm 4 sĩ quan và 44 thủy thủ.

### Chế tạo
U-123 được đặt hàng vào ngày 15 tháng 12, 1937, và được đặt lườn tại xưởng tàu AG Weser của hãng DeSchiMAG ở Bremen vào ngày 15 tháng 4, 1939. Nó được hạ thủy vào ngày 2 tháng 3, 1940, và nhập biên chế cùng Hải quân Đức Quốc Xã vào ngày 30 tháng 5, 1940 dưới quyền chỉ huy của Hạm trưởng, Đại úy Hải quân Karl-Heinz Moehle.

## Lịch sử hoạt động

### 1940

#### Chuyến tuần tra thứ nhất
U-123 khởi hành từ cảng Kiel vào ngày 21 tháng 9, 1940 cho chuyến tuần tra đầu tiên trong chiến tranh. Nó tiến ra Bắc Hải, rồi băng qua khe GIUK giữa các quần đảo Shetland và Faroe để hoạt động trong vùng biển Bắc Đại Tây Dương về phía Tây Scotland và Ireland (Khu vực Tiếp cận phía Tây). Tại đây nó đã lần lượt đánh chìm các tàu buôn Anh Benlawers 5.943 GRT vào ngày 6 tháng 10; tàu buôn Anh Graigwen 3.697 GRT vào ngày 10 tháng 10; cùng các tàu buôn Hà Lan Boekelo 2.118 GRT, tàu buôn Anh Clintonia 3.106 GRT, tàu buôn Anh Sedgepool 5.556 GRT, và tàu buôn Anh Shekatika 5.458 GRT cùng vào ngày 19 tháng 10. U-123 kết thúc chuyến tuần tra, và đi đến cảng Lorient bên bờ biển Đại Tây Dương của Pháp đã bị Đức chiếm đóng, đến nơi vào ngày 23 tháng 10. Lorient trở thành căn cứ hoạt động chủ yếu của chiếc tàu ngầm trong phần lớn quãng đời hoạt động còn lại.

#### Chuyến tuần tra thứ hai
Trong chuyến tuần tra thứ hai chỉ kéo dài hai tuần từ ngày 14 đến ngày 28 tháng 11, U-123 tiếp tục hoạt động tại Khu vực Tiếp cận phía Tây. Chiếc U-boat đã tấn công và đánh chìm chiếc tàu buôn Anh Cree 4.791 GRT vào ngày 22 tháng 11 ở vị trí khoảng 365 nmi (676 km) về phía Tây Gweedore, Ireland. Sang ngày hôm sau, nó tấn công Đoàn tàu OB-244 và đã đánh chìm các tàu buôn Anh Oakcrest 5.407 GRT, King Idwal 5.115 GRT, Tymeric 5.228 GRT, cùng tàu buôn Thụy Điển Anten 5.135 GRT. Trong quá trình tấn công, chiếc tàu ngầm bị hư hại nặng do va chạm với một vật thể không xác định, có thể là một chiếctrong đoàn tàu vận tải, nên phải kết thúc chuyến tuần tra và quay trở về căn cứ Lorient.

### 1941

#### Chuyến tuần tra thứ ba
Khởi hành từ cảng Lorient vào ngày 14 tháng 1, 1941 cho chuyến tuần tra tiếp theo, U-123 quay trở lại Khu vực Tiếp cận phía Tây quen thuộc và tiếp tục nâng cao thành tích. Nó đã lần lượt đánh chìm tàu buôn Na Uy Vespasian 1.570 GRT vào ngày 24 tháng 1; các tàu buôn Anh Empire Engineer 5.358 GRT vào ngày 4 tháng 2, và Holystone 5.462 GRT vào ngày 15 tháng 2; và cuối cùng là tàu buôn Hà Lan Grootekerk 8.685 GRT, bị đánh chìm sau chín giờ truy đuổi ở vị trí 330 nmi (610 km) về phía Tây Rockall vào ngày 24 tháng 2. Chiếc U-boat kết thúc chuyến tuần tra và quay trở về căn cứ Lorient vào ngày 28 tháng 2.

#### Chuyến tuần tra thứ tư
Trong chuyến tuần tra tiếp theo diễn ra từ ngày 10 tháng 4 đến ngày 11 tháng 5, U-123 hoạt động xa hơn về phía Tây Ireland, nhưng chỉ đánh chìm được thêm một mục tiêu. Chiếc U-boat phải tiêu phí đến năm quả ngư lôi mới đánh chìm được chiếc tàu buôn Thụy Điển (trung lập) Venezuela 6.991 GRT ở vị trí về phía Tây Nam Rockall vào ngày 17 tháng 4.

#### Chuyến tuần tra thứ năm
U-123 xuất phát từ cảng Lorient vào ngày 15 tháng 6 cho chuyến tuần tra thứ năm, và đã hướng xuống phía Nam để hoạt động dọc theo bờ biển Tây Phi và tại khu vực phụ cận quần đảo Azores và quần đảo Canary. Trên đường đi vào ngày 20 tháng 6, ở vị trí ngoài khơi Casablanca, nó dùng ngư lôi và hải pháo đánh chìm chiếc tàu buôn Ganda 4.333 GRT trước khi nhận ra mục tiêu mang quốc tịch Bồ Đào Nha trung lập. Sau đó nó tiếp tục đánh chìm thêm tàu buôn Hà Lan Oberon 1.996 GRT  và tàu buôn Anh P.L.M. 22 5.646 GRT cùng vào ngày 27 tháng 6; tàu buôn Anh Rio Azul 4.088 GRT ba ngày sau đó; và tàu buôn Anh Auditor5.444 GRT vào ngày 4 tháng 7.
Trong đợt tấn công vào ngày 27 tháng 6, U-123 bị các tàu hộ tống cho Đoàn tàu SL-78 phản công bằng mìn sâu trong suốt 11 giờ, và chỉ thoát được nhờ lặn sâu đến 654 ft (199 m). Sau đó trong chặng quay trở về, vào ngày 12 tháng 8, tại vùng biển ngoài khơi Bồ Đào Nha, nó lại bị các tàu hộ tống của một đoàn tàu vận tải phát hiện và tấn công. Trong số 126 quả mìn được thả xuống, 30 quả đã kích nổ gần tàu, gây ra một số hư hại đáng kể, nhưng nó vẫn thoát được và về đến căn cứ vào ngày 23 tháng 8.

#### Chuyến tuần tra thứ sáu
Rời cảng Lorient vào ngày 14 tháng 10 cho chuyến tuần tra thứ sáu, U-123 hoạt động tại vùng biển Bắc Đại Tây Dương về phía Nam Greenland và phía Tây Newfoundland, Canada. Vào ngày 21 tháng 10, nó phóng ngư lôi tấn công chiếc tàu buôn tuần dương vũ trang HMS Aurania 13.984 GRT, vốn đang di chuyển trong nhóm năm tàu vũ trang phía sau Đoàn tàu SL-89. Hai quả ngư lôi trúng đích khiến Aurania bị nghiêng đến 25 độ và thủy thủ đoàn bắt đầu bỏ tàu, và một người bị chiếc U-boat bắt làm tù binh chiến tranh. Tuy nhiên Aurania tiếp tục nổi được và giảm độ nghiêng còn 15 độ, và đã tiếp tục di chuyển về cảng với tốc độ chậm. Ngay chiều tối hôm đó, chiếc U-boat bị hư hại nhẹ bởi hai quả bom thả từ một thủy phi cơ Short Sunderland. Nó kết thúc chuyến tuần tra và về đến Lorient vào ngày 22 tháng 11.

### 1942

#### Chuyến tuần tra thứ bảy
U-123 xuất phát từ Lorient vào ngày 23 tháng 12, 1941 cho chuyến tuần tra thứ bảy, và đã băng qua suốt Đại Tây Dương để đánh phá tàu bè dọc theo bờ biển phía Đông của Hoa Kỳ trong khuôn khổ Chiến dịch Paukenschlag (tiếng Anh: Chiến dịch Drumbeat). Nó đã đánh chìm tàu chở hàng Anh Cyclops 9.076 GRT ở vị trí khoảng 125 nmi (232 km) về phía Đông Nam đảo Cape Sable, Nova Scotia vào ngày 12 tháng 1, 1942. Sau đó chiếc U-boat di chuyển xuống phía Nam đến tận ngoài khơi thành phố New York, và đã lần lượt đánh chìm tàu chở dầu Panama Norness 9.577 GRT vào ngày 14 tháng 1; tàu chở dầu Anh Coimbra 6.768 GRT hai ngày sau đó; và tàu buôn Na Uy Octavian 1.345 GRT vào ngày 17 tháng 1; Sau đó đến lượt các tàu buôn Hoa Kỳ Norvana 2.677 GRT và City of Atlanta 5.269 GRT, cùng tàu buôn Latvia Ciltvaira 3.779 GRT bị đánh chìm, cũng như gây hư hại cho tàu chở dầu Hoa Kỳ Malay 8.206 GRT cùng trong ngày 19 tháng 1.Malay thoát không bị phá hủy nhờ một sai lầm của Đại úy Hardegen hạm trưởng U-123, khi ông ước lượng sai kích cỡ của mục tiêu nên tấn công bằng hải pháo thay vì phóng ngư lôi.
Vào ngày 16 tháng 1, U-123 bất ngờ bị một máy bay xuất phát từ thành phố New York tấn công với bốn quả bom được ném xuống, nhưng nó đã lặn khẩn cấp và né tránh được. Ba ngày sau đó, ở vị trí ngoài khơi vịnh Oregon, North Carolina, nó suýt bị chiếc Kosmos II húc trúng ở khoảng cách chỉ có 75 m (82 yd). Trước khi quay trở về căn cứ, cho dù đã hết ngư lôi, chiếc tàu ngầm vẫn tiếp tục dùng hải pháo đánh chìm tàu buôn Anh Culebra 3.044 GRT vào ngày 25 tháng 1; và tàu chở dầu Na Uy Pan Norway 9.231 GRT hai ngày sau đó, cả hai ở vị trí về phía Đông Bắc Bermuda. U-123 quay trở về đến Lorient vào ngày 9 tháng 2.

#### Chuyến tuần tra thứ tám
U-123 thực hiện chuyến tuần tra thứ tám từ ngày 2 tháng 3 đến ngày 2 tháng 5, khi tiếp tục tham gia Chiến dịch Paukenschlag dọc theo bờ biển Đại Tây Dương của Hoa Kỳ; đây trở thành chuyến tuần tra thành công nhất của chiếc U-boat, khi nó đánh chìm hay gây hư hại cho mười một tàu buôn tổng tải trọng 64.227 GRT. Trên đường đi gần quần đảo Bermuda, nó đã đánh chìm tàu chở dầu Hoa Kỳ Muskogee 7.034 GRT vào ngày 22 tháng 3; và tàu chở dầu Anh Empire Steel 8.138 GRT vào ngày hôm sau. Ba ngày sau đó, nó tấn công chiếc USS Atik 3.209 GRT, một tàu Q ship Hoa Kỳ. Chiếc tàu buôn ngụy trang trúng ngư lôi bên mạn trái, và thủy thủ bắt đầu bỏ tàu bên mạn phải; nhưng khi chiếc U-boat tiến đến gần, Atik khai hỏa tất cả các vũ khí tấn công, trúng đích nhiều phát đạn 20-mm và khiến một thủy thủ Đức tử thương. U-123 phải lặn xuống ẩn nấp, rồi vòng lại và kết liễu mục tiêu bằng một quả ngư lôi. Mọi thành viên thủy thủ đoàn của USS Atik đều tử trận.

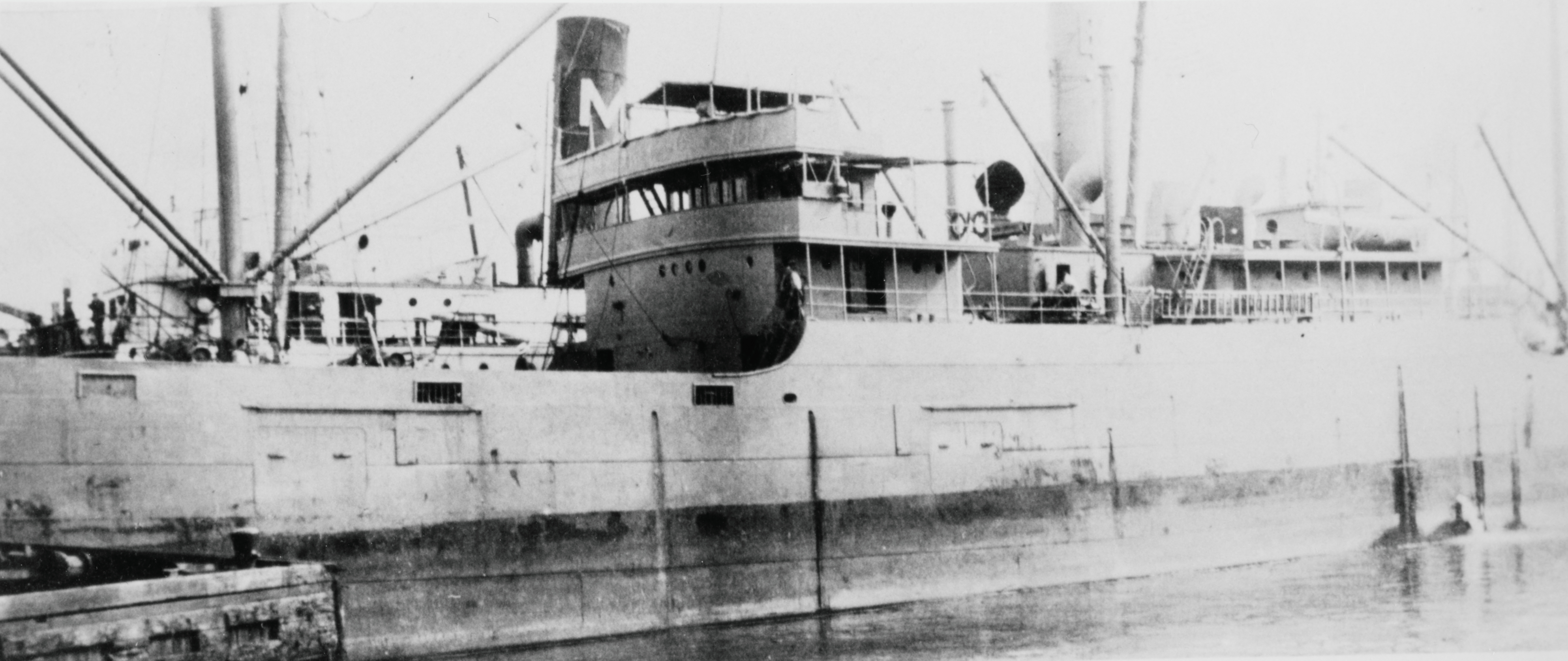
USS Atik (AK-101)

U-123 tiếp tục chuyến tuần tra và lần lượt đánh chìm hay gây hư hại cho tám chiếc khác: tàu chở dầu Hoa Kỳ Liebre 7.057 GRT bị hư hại vào ngày 2 tháng 4; các tàu chở dầu Hoa Kỳ Esso Baton Rouge 7.989 GRT và Oklahoma 9.264 GRT cùng bị hư hại vào ngày 2 tháng 4; rồi đến lượt tàu buôn Hoa Kỳ Esparta 3.365 GRT bị đánh chìm vào ngày 9 tháng 4. Sau đó vào ngày 11 tháng 4, tàu chở dầu Hoa Kỳ Gulfamerica 8.081 GRT bị đánh chìm ở vị trí khoảng 5 nmi (9,3 km) ngoài khơi Jacksonville, Florida; tàu buôn Thụy Điển Korsholm 2.647 GRT và tàu buôn Hoa Kỳ Leslie 2.609 GRT cùng bị đánh chìm vào ngày 13 tháng 4; và tàu buôn Hoa Kỳ Alcoa Guide 3.834 GRT bị đánh chìm vào ngày 17 tháng 4.
Sau khi kết thúc chuyến tuần tra và quay trở về Lorient vào ngày 2 tháng 5, chiếc tàu ngầm tiếp tục vòng qua quần đảo Anh để đi đến cảng Bergen, Na Uy, và đã thực hiện nhiều chuyến đi ngắn đến Kristiansand, Aarhus, Kiel và Stettin trong tháng 5 và tháng 6.

#### Chuyến tuần tra thứ chín
Bắt đầu chuyến tuần tra thứ chín, U-123 rời cảng Kiel vào ngày 5 tháng 12, rồi băng qua khe GIUK giữa Greenlandland và quần đảo Faroe để hoạt động tại khu vực giữa Bắc Đại Tây Dương. Ở vị trí về phía Bắc quần đảo Azores, nó đã tấn công Đoàn tàu ONS-154 vào ngày 29 tháng 12, đánh chìm chiếc tàu buôn Anh Baron Cochrane 3.385 GRT, vốn đã bị hư hại do trúng ngư lôi từ chiếc U-406 và bị U-591 bắn trượt. U-123 cũng đã gây hư hại cho Empire Shackleton, một CAM ship cùng thuộc Đoàn tàu ONS-154 mà sau đó bị tàu ngầm U-435 đánh chìm cùng ngày hôm đó. U-123 kết thúc chuyến tuần tra tại căn cứ Lorient vào ngày 6 tháng 2, 1943.

### 1943

#### Chuyến tuần tra thứ mười
Trong chuyến tuần tra thứ mười, diễn ra từ ngày 13 tháng 3 đến ngày 10 tháng 6, U-123 hoạt động dọc theo bờ biển Tây Phi. Vào ngày 8 tháng 4, ở vị trí về phía Tây Conakry, Guinée, nó phóng ngư lôi đánh chìm tàu buôn Tây Ban Nha Castillo Montealegre 3.972 GRT mà không cứu giúp những người sống sót, sau khi nhận ra đã đánh chìm con tàu một nước trung lập. Sau đó vào ngày 18 tháng 4, U-123 tấn công và đánh chìm tàu ngầm Anh HMS P-615 ở vị trí khoảng 100 nmi (190 km) về phía Tây Nam Freetown, Sierra Leone, và ngay sau đó là tàu buôn Anh Empire Bruce 7.459 GRT ở cùng vị trí trên.
Ở vị trí ngoài khơi Monrovia, Liberia, chi trong vòng mười ngày, U-123 liên tiếp đánh chìm các tàu buôn Thụy Điển Nanking 5.931 GRT vào ngày 29 tháng 4; tàu buôn Anh Holmbury 4.566 GRT vào ngày 5 tháng 5; và tàu buôn Anh Kanbe 6.244 GRT vào ngày 9 tháng 5.

#### Chuyến tuần tra thứ mười một
Trong chuyến tuần tra thứ mười một, diễn ra từ ngày 16 tháng 8 đến ngày 7 tháng 11, U-123 hướng xuống phía Tây Nam để hoạt động tại vùng biển ngoài khơi phía Đông Bắc lục địa Nam Mỹ. Nó không đánh chìm được mục tiêu nào, mà lại hai lần bị lực lượng Đồng Minh tấn công. trong chặng đi ở vị trí ngoài khơi mũi Finistere, Tây Ban Nha vào ngày 25 tháng 8, nó bị các tàu hộ tống đối phương thả mìn sâu tấn công.Đến chặng quay trở về vào ngày 7 tháng 11, chiếc U-boat lại bị một máy bay ném bom De Havilland Mosquito thuộc Liên đội 618 Không quân Hoàng gia Anh trang bị pháo Molins 6-pounder (57 mm) tấn công. Đây là cuộc tấn công đầu tiên của kiểu vũ khí này nhắm vào một tàu ngầm U-boat, và nhiều phát đã bắn trúng tháp chỉ huy và lườn tàu. U-123 không thể lặn với một lổ thủng 18 cm × 6,5 cm (7,1 in × 2,6 in) trên lườn áp lực, và một thủy thủ đã tử trận cùng hai người khác bị thương.

### 1944

#### Chuyến tuần tra thứ mười hai
Xuất phát từ cảng Lorient vào ngày 9 tháng 1, 1944, U-123 thực hiện chuyến tuần tra thứ mười hai, cũng là chuyến cuối cùng và là chuyến đi dài nhất lên đến 107 ngày. Nó hướng xuống phía Nam để hoạt động dọc bờ biển Tây Phi cho đến tận ngoài khơi Porto-Novo, Bénin. Nó không đánh chìm được mục tiêu nào và quay trở về Lorient vào ngày 24 tháng 4.
U-123 được cho xuất biên chế tại Lorient vào ngày 17 tháng 6, 1944. Khi Lorient sắp được Đồng Minh giải phóng, chiếc tàu ngầm bị đánh đắm tại đây vào ngày 19 tháng 8 để tránh bị lọt vào tay lực lượng Đồng Minh.

### Blaison(Q165)
Con tàu được lực lượng Pháp trục vớt sau khi Đức Quốc xã đầu hàng, rồi được sửa chữa và đưa vào phục vụ cùng Hải quân Pháp như là chiếc Blaison (Q165). Con tàu được cho xuất biên chế vào ngày 18 tháng 8, 1959, và bị đánh chìm như mục tiêu vào ngày 10 tháng 9, 1959. Xác tàu đắm nằm ở độ sâu 280 m (920 ft), tại tọa độ 43°17′5″B 06°48′15″Đ / 43,28472°B 6,80417°Đ.

### "Bầy sói" tham gia
U-123 từng tham gia sáu bầy sói:
- Schlagetot (20 - 23 tháng 10, 1941)
- Raubritter (1 - 11 tháng 11, 1941)
- Störtebecker (16 - 18 tháng 11, 1941)
- Spitz (22 - 31 tháng 12, 1942)
- Jaguar (13 - 24 tháng 1, 1943)
- Seeräuber (25 - 30 tháng 3, 1943)

### Tóm tắt chiến công
U-123 đã đánh chìm được 43 tàu buôn với tổng tải trọng 220.158 GRT và hai tàu chiến với tổng tải trọng 3.892 tấn, đồng thời gây hư hại cho năm tàu buôn tải trọng 39.584 GRT và một tàu chiến tải trọng 13.984 GRT.U-124 được xếp thứ ba trong số những tàu ngầm U-boat thành công nhất trong Thế Chiến II.
| Ngày              | Tên tàu              | Quốc tịch              | Tải trọng | Số phận      |
| ----------------- | -------------------- | ---------------------- | --------- | ------------ |
| 6 tháng 10, 1940  | Benlawers            | United Kingdom         | 5.943     | Bị đánh chìm |
| 10 tháng 10, 1940 | Graigwen             | United Kingdom         | 3.697     | Bị đánh chìm |
| 19 tháng 10, 1940 | Boekelo              | Netherlands            | 2.118     | Bị đánh chìm |
| 19 tháng 10, 1940 | Clintonia            | United Kingdom         | 3.106     | Bị đánh chìm |
| 19 tháng 10, 1940 | Sedgepool            | United Kingdom         | 5.556     | Bị đánh chìm |
| 19 tháng 10, 1940 | Shekatika            | United Kingdom         | 5.458     | Bị đánh chìm |
| 22 tháng 11, 1940 | Cree                 | United Kingdom         | 4.791     | Bị đánh chìm |
| 23 tháng 11, 1940 | Anten                | Sweden                 | 5.135     | Bị đánh chìm |
| 23 tháng 11, 1940 | King Idwal           | United Kingdom         | 5.115     | Bị đánh chìm |
| 23 tháng 11, 1940 | Oakcrest             | United Kingdom         | 5.407     | Bị đánh chìm |
| 23 tháng 11, 1940 | Tymeric              | United Kingdom         | 5.228     | Bị đánh chìm |
| 24 tháng 1, 1941  | Vespasian            | Norway                 | 1.570     | Bị đánh chìm |
| 4 tháng 2, 1941   | Empire Engineer      | United Kingdom         | 5.358     | Bị đánh chìm |
| 15 tháng 2, 1941  | Holystone            | United Kingdom         | 5.462     | Bị đánh chìm |
| 24 tháng 2, 1941  | Grootekerk           | Netherlands            | 8.685     | Bị đánh chìm |
| 17 tháng 4, 1941  | Venezuela            | Sweden                 | 6.991     | Bị đánh chìm |
| 20 tháng 6, 1941  | Ganda                | Portugal               | 4.333     | Bị đánh chìm |
| 27 tháng 6, 1941  | Oberon               | Netherlands            | 1.996     | Bị đánh chìm |
| 27 tháng 6, 1941  | P.L.M. 22            | United Kingdom         | 5.646     | Bị đánh chìm |
| 29 tháng 6, 1941  | Rio Azul             | United Kingdom         | 4.088     | Bị đánh chìm |
| 4 tháng 7, 1941   | Auditor              | United Kingdom         | 5.444     | Bị đánh chìm |
| 21 tháng 10, 1941 | HMS Aurania          | Hải quân Hoàng gia Anh | 13.984    | Bị hư hại    |
| 12 tháng 1, 1942  | Cyclops              | United Kingdom         | 9.076     | Bị đánh chìm |
| 14 tháng 1, 1942  | Norness              | Panama                 | 9.577     | Bị đánh chìm |
| 15 tháng 1, 1942  | Coimbra              | United Kingdom         | 6.768     | Bị đánh chìm |
| 17 tháng 1, 1942  | Octavian             | Norway                 | 1.345     | Bị đánh chìm |
| 19 tháng 1, 1942  | Ciltvaira            | Latvia                 | 3.779     | Bị đánh chìm |
| 19 tháng 1, 1942  | City of Atlanta      | United States          | 5.269     | Bị đánh chìm |
| 19 tháng 1, 1942  | Malay                | United States          | 8.206     | Bị hư hại    |
| 19 tháng 1, 1942  | Norvana              | United States          | 2.677     | Bị đánh chìm |
| 25 tháng 1, 1942  | Culebra              | United Kingdom         | 3.044     | Bị đánh chìm |
| 27 tháng 1, 1942  | Pan Norway           | Norway                 | 9.231     | Bị đánh chìm |
| 22 tháng 3, 1942  | Muskogee'            | United States          | 7.034     | Bị đánh chìm |
| 24 tháng 3, 1942  | Empire Steel         | United Kingdom         | 8.138     | Bị đánh chìm |
| 27 tháng 3, 1942  | USS Atik             | Hải quân Hoa Kỳ        | 3.209     | Bị đánh chìm |
| 2 tháng 4, 1942   | Liebre               | United States          | 7.057     | Bị hư hại    |
| 8 tháng 4, 1942   | Esso Baton Rouge     | United States          | 7.989     | Bị hư hại    |
| 8 tháng 4, 1942   | Oklahoma             | United States          | 9.264     | Bị hư hại    |
| 9 tháng 4, 1942   | Esparta              | United States          | 3.365     | Bị đánh chìm |
| 11 tháng 4, 1942  | Gulfamerica          | United States          | 8.081     | Bị đánh chìm |
| 13 tháng 4, 1942  | Korsholm             | Sweden                 | 2.647     | Bị đánh chìm |
| 13 tháng 4, 1942  | Leslie               | United States          | 2.609     | Bị đánh chìm |
| 17 tháng 4, 1942  | Alcoa Guide          | United States          | 4.834     | Bị đánh chìm |
| 29 tháng 12, 1942 | Baron Cochrane       | United Kingdom         | 3.385     | Bị đánh chìm |
| 29 tháng 12, 1942 | Empire Shackleton    | United Kingdom         | 7.068     | Bị hư hại    |
| 8 tháng 4, 1943   | Castillo Montealegre | Spain                  | 3.972     | Bị đánh chìm |
| 18 tháng 4, 1943  | Empire Bruce         | United Kingdom         | 7.459     | Bị đánh chìm |
| 18 tháng 4, 1943  | HMS P-615            | Hải quân Hoàng gia Anh | 683       | Bị đánh chìm |
| 29 tháng 4, 1943  | Nanking              | Sweden                 | 5.931     | Bị đánh chìm |
| 5 tháng 5, 1943   | Holmbury             | United Kingdom         | 4.566     | Bị đánh chìm |
| 9 tháng 5, 1943   | Kanbe                | United Kingdom         | 6.244     | Bị đánh chìm |